# Ätrafors Bollklubb
Ätrafors Bollklubb är en idrottsklubb med huvudinriktning mot fotboll. Klubben grundades 1932, dess fotbollsplan heter Klockarevallen och ligger i Okome.
Lagets herrlag har som bäst spelat i division 4, vilket det gjorde 1982 och 1983. Vanligtvis spelar det i division 6 eller division 7. Klubbens huvudsakliga upptagningsområde omfattar Okome, Köinge och Svartrå